# 45-та окрема бригада спеціального призначення (РФ)
45-та окрема бригада спеціального призначення ПДВ (45 ОБрСпП ПДВ, в/ч 28337) — військова частина Повітряно-десантних військ Збройних Сил Російської Федерації, Західного військового округу.
Базується в Кубинці Одинцовського району Москви.

## Історія
45-й окремий полк спеціального призначення ПДВ сформований був у лютому 1994 року на базі 218-го і 901-го окремих батальйонів спеціального призначення.
До липня 1994 р. цей полк був повністю сформований і укомплектований. Наказом російського командувача ПДВ в порядку історичної спадкоємності днем утворення 45-го полку наказано вважати день утворення 218-го батальйону — 25 липня 1992 року.
2 грудня 1994 р. полк був перекинутий на терени Ічкерії (Чечні) для участі в ліквідації чеченських збройних формувань на призупинення національного самовизначення Ічкерії. Підрозділи полку брали участь у бойових діях до 12 лютого 1995 р, після чого виведені до місця постійної дислокації в Московській області. З 15 березня по 13 червня 1995 р. в Чечні діяв зведений загін полку.
30 липня 1995 р. на території дислокації полку в Сокольниках у Москві був відкритий обеліск на згадку про військовослужбовців полку, котрі були вбиті під час бойових дій.
9 травня 1995 р. за заслуги перед Російською Федерацією полк був нагороджений грамотою Президента Російської Федерації, а військовослужбовці полку у складі зведеного батальйону ПДВ брали участь у параді на «Поклонній горі», присвяченому 50-річчю дня перемоги над нацистською Німеччиною.
З лютого до травня 1997 р. зведений загін полку знаходився в Ґудауті під прикриттям миротворчої місії, в зоні поділу абхазьких формувань і грузинських Збройних Сил.
26 липня 1997 р. полкові було вручено Бойовий прапор і грамота 5-го гвардійського повітряно-десантного стрілецького Мукачівського ордена Кутузова III ступеня полку, розформованого 27 червня 1945 р.
1 травня 1998 р. полк перейменований в 45-й окремий розвідувальний полк ПДВ. А 901-й окремий батальйон спеціального призначення розформований навесні 1998 р. У 2001 р. на його базі створено лінійний батальйон спеціального призначення у складі полку (званий за старою звичкою «901-м»).
З вересня 1999 р. до березня 2006 р. — зведений розвідувальний загін полку брав участь у військовій операції на Північному Кавказі.
2 лютого 2001 р. полку був вручений вимпел Міністра оборони Російської Федерації «за мужність, військову доблесть і високу бойову виучку».
8 серпня 2001 р. на території полку в Кубинці в присутності командувача ПДВ генерал-полковника Георгія Шпака було відкрито новий меморіальний комплекс на пам'ять про військовослужбовців полку, котрі загинули на виконанні бойових завдань. Щорічно, 8 січня в полку проходить День пам'яті за загиблими військовослужбовцями.
У квітні-липні 2005 р. було прийнято рішення передати 45-му полкові Бойовий прапор, звання «гвардійський» і орден Олександра Невського, що належали розформованому в тому ж році 119-му гвардійському парашутно-десантному полку. Церемонія передачі цих відзнак відбулася 2 серпня 2005 р.
У 2007 р. 218-й окремий батальйон спеціального призначення переформований у лінійний, втративши нумерацію і статус окремої військової частини. Від того часу полк складався з двох лінійних батальйонів.
1 лютого 2008 р. полк найменовано як «45-й окремий гвардійський ордена Олександра Невського полк спеціального призначення повітряно-десантних військ».
У серпні 2008 р. підрозділи полку брали участь у війні проти Грузії в Південній Осетії. Офіцер полку Анатолій Лебідь був нагороджений орденом святого Георгія IV ступеня.
20 липня 2009 р. — відповідно до Указу Президента Російської Федерації від 18 грудня 2006 р. № 1422 полкові вручено Георгіївський прапор.
25 липня 2009 р. — на день полкового свята, в Кубинці відбулося мале освячення престолу гарнізонного храму 45-го окремого гвардійського полку, освяченого на честь ікони Божої Матері «Благодатне небо».
У квітні 2010 р. батальйонна тактична група полку виконувала завдання щодо «забезпечення безпеки громадян Росії» на території суверенної республіки Киргизстан.
9 травня 2010 року підрозділ полку брав участь у параді до Дня Перемоги в Києві, пройшовши в одній коробці з військовослужбовцями окремого полку Президента України.
Указом президента Російської Федерації № 170 від 9 лютого 2011 р. полк першим в новітній історії Росії був нагороджений орденом Кутузова. Вручення цієї нагороди відбулося 4 квітня 2011 р. на одній з територій дислокації полку, в Кубинці. Президент Росії Дмитро Медведєв особисто прикріпив до «георгіївського прапора» полку знак і стрічку ордена.
У травні-червні 2012 р. розвідувальний взвод полку брав участь у спільних навчаннях з «зеленими беретами» на військовій базі 10-ї групи спеціальних сил США, що знаходиться у Форті Карсон штату Колорадо.

### Російсько-українська війна
У 2014—2015 роках підрозділи полку брали участь в окупації українського Криму Росією та в подальшій війні проти України.
Для загального збільшення чисельності Повітрянодесантних військ РФ у 2014 році 45-й окремий полк був розгорнутий у бригаду.
У 2014—2015 роках у війні на Донбасі загинули щонайменше троє спецпризначенців полку — Олексій Юрін, Олександр Єфремов, Єгор Магда.
Щонайменше двоє військовослужбовців бригади були нагороджені званням Героя Росії — підполковник Володимир Селіверстов та Павло Останін.
За даними ГУР МО України роти 45-ї бригади спецпризначення було помічено в захопленому російськими загарбниками Новоазовську навесні 2016 року.
У жовтні 2016 року команда ІнформНапалм опублікувала розслідування, в якому ідентифіковано військовослужбовця 45-ї бригади спецпризначення Михайла Русінова (рос. Михаил Русинов) влітку 2016 року в районі Новоазовська.
24 лютого 2022 року спецпризначенцями бригади в рамках російського вторгнення в Україну було здійснено спробу захоплення аеропорту Гостомель. За даними представника Офісу Президента України, у Гостомелі було ліквідовано близько 200 російських спецпризначенців:
|                | Зараз дочищають останні осередки навколо Гостомеля. Тому що там висадилися дуже підготовлені люди з російського боку. Це 45-та бригада спеціального призначення ВДВ, яка спеціалізується на захопленні аеродромів. Дуже навчені люди, але цих людей фактично всіх вже нема... Біля 200 чоловік |
| — О. АРЕСТОВИЧ | |

У червні 2023 року бригада була одним із підрозділів, які будували укріплення на південь від Малої Токмачки в Запорізькій області.

## Інциденти
17 жовтня 1994 року був убитий російський журналіст Дмитро Холодов — йому передали дипломат з вибухівкою. За версією Генеральної прокуратури РФ, вбивство організували колишні військовослужбовці 45-го полку спецпризначення.
В 2001 році офіцерами полку, серед яких був і Ігор Гіркін (Стрєлков), було проведено серію викрадень місцевих жителів з чеченських сіл Хатуні, Махкети і Тевзені. З десятків випадків добре розслідуваними є чотири, викрадені особи досі вважаються зниклими безвісти.

## Склад
Станом на 2009 р.:
- 655 солдатів й офіцерів[23][10][11],
- 15 БТР-80 і 1 БТР-Д.

## Командири
Станом на 2012 р.:
- (1994—2003) полковник Колигін Віктор Дмитрович;
- (2003—2006) полковник Концевой Анатолій Георгійович;
- (з 2006) полковник Шулішов Олександр Анатолійович;

## Втрати
901-й окремий батальйон (до моменту включення у склад 45-го полку)
- Під час грузино-абхазького конфлікту в 1993 р. — 8 військовослужбовців убиті та близько 20 було поранено[25].

45-й окремий полк
- Станом на 2012 рік за час участі в бойових діях полк втратив убитими 44 військовослужбовці, а понад 80 військовослужбовців було поранено[25].
- В ході війни на сході України загинуло щонайменше 6 військовослужбовеців бригади[26]. Ще 1 військовослужбовця було поранено[27].
- Під час інтервенції Росії в Сирію бригада втратила 3 бійців убитими.
- В ході повномасштабного вторгнення в Україну станом на 1 вересня 2022 року загинуло як мінімум 14 військовослужбовців бригади[28]. На 10 січня 2025 року вдалося встановити імена щонайменш 54 загиблих російських військових[29].

## Нагороджені
Герої Російської Федерації:
- Селіверстов Володимир — Герой Російської Федерації, лютий 2015;[12]
- Останін Павло Сергійович — Герой Російської Федерації, 20 лютого 2015, за «спецоперацію у колись братній південно-західній республіці»;[13] Дістав поранення потилиці справа 29 серпня 2014.[30]
- командир бригади гвардії генерал-майор (з 17 лютого 2023) Паньков Вадим Іванович (2001)

Станом на 2012 р.:
- Орденом Святого Георгія — 1 військовослужбовець;
- Орденом Мужності — понад 100 військовослужбовців;
- Орденом «За військові заслуги» — понад 40 військовослужбовців;
- Орденом «За заслуги перед Вітчизною» — 3 військовослужбовці;
- Георгіївським хрестом — близько 40 військовослужбовців;
- Медаллю ордена «За заслуги перед Вітчизною» II ступеня з мечами — 60 військовослужбовців;
- Медаллю «За відвагу» — 174 військовослужбовці;
- Медаллю Суворова — понад 180 військовослужбовців;
- Медаллю Жукова — понад 60 військовослужбовців.